# الحيدة والاعتذار
الحيدة والاعتذار في الرد على من قال بخلق القرآن كتاب يروي قصة المناظرة الشهيرة التي تمت بين عبد العزيز بن يحيى بن مسلم الكناني المكي المتوفى عام 240 للهجرة ممثلاً لأهل السنة والجماعة، وبين بشر المريسي أحد زعماء المعتزلة القائلين بخلق القران، وفي هذه المناظرة يعرض بشر فكر فرقته، فينبري عبد العزيز الكناني ليدحض حججه، ويكسر آراءه، ويبين اختلاف منهجه وأقواله، من خلال القرآن والسنة، ومن خلال المنطق، وكذلك من خلال علم الكلام.

## أقوال العلماء فيه
قال الإمام تاج الدين السبكي في ترجمته لعبد العزيز الكناني: وعَلى أَنه كَانَ ناصراً للسّنة في نفى خلق الْقُرْآن كَمَا دلّت عَلَيْهِ مناظرته مَعَ بشر، وَكتاب الحيدة الْمَنْسُوب إِلَيْهِ فِيهِ أُمُور مستشنعة، لكنه كَمَا قَالَ شَيخنَا الذهبي لم يَصح إِسْنَاده إِلَيْهِ وَلَا ثَبت أَنه من كَلَامه فَلَعَلَّهُ وضع عَلَيْهِ.

## قصة الكتاب
أصل الكتاب كحادث تاريخي تناقله العلماء في كتبهم يشير إلى مناظرة لعبد العزيز الكناني، وكذلك مناظرته لبشر المريسي بحضرة المأمون .

### طرفي المناظرة
قصة الكتاب مناظرة بين علماء في الإسلام طرفي الكتاب هما

#### الطرف الأول
عبد العزيز بن يحي بن عبد العزيز بن مسلم بن ميمون الكناني المكي
- شيوخه [4]

1. عبد الله بن معاذ الصنعاني
2. سليم بن مسلمة المكي
3. هشام بن سليمان المخزومي
4. مروان بن معاوية
5. سفيان بن عيينة
6. محمد بن إدريس الشافعي.

قدم بغداد في أيام المأمون وجرى بينه وبين بشر المريسي مناظرة في القران وهو صاحب كتاب «الحيدة».
قيل في وصفه: أنه كان من أهل العلم والفضل، وله مصنفات عدة، وكان ممن تفقه بالشافعي واشتهر بصحبته، فقد طالت صحبته له وأتباعه له وخرج معه إلى اليمن .

#### الطرف الثاني
أبو عبد الرحمن بشر بن غياث المريسي، ولد حوالي سنة 138 هـ/755 م، كان أبوه يهودياً فأسلم وصار من موالي آل زيد بن الخطاب . بدأ بشر حياته كفقيه ومحدث، فأخذ الفقه عن أبو يوسف القاضي، و روى الحديث عن حماد بن سلمة وسفيان بن عيينة، و لكنه بعد ذلك تأثر بالمعتزلة و صار منهم. توفي سنة 218 هـ/833 م وهو في الثمانين من عمره.
كان بشر يقول بخلق القرآن منذ أيام الرشيد، و ظل يدعو إلى ذلك نحواً من أربعين سنة، ويؤلف في ذلك الكتب.. إلى أن جاءت أيام المأمون حيث كان بشر من المقربين إليه وممن دعاه إلى القول بخلق القرآن.. و قد رد عليه المحدثون ببغداد وبدعوه، و كان من أبرز من رد عليه الدارمي في كتاب: الرد على بشر المريسي.

### مكان المناظرة
كان المناظرة في مجلس المأمون وبين يديه

### نتيجة المناظرة
كانت حصيلة تلك المناظرة كتاب «الحيدة والاعتذار» هذا الذي تضمن الأدلة في الرد على القائلين بخلق القرآن من الجهمية والمعتزلة ومن تبعهم ممن يقول بقولهم كالزيدية .

### الجزء الثاني من الكتاب
تكلم عبد العزيز بن يحيى في الجزء الثاني من الكتاب عما جرى له من تضييق، وتحريض السلطان عليه بعد المناظرة، وكيف تجاوز هذه المحنة.